# 楊蓮英 (京劇演員)

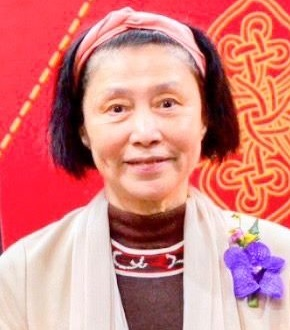
楊蓮英肖像

楊蓮英（1951年—），京劇武旦演員、2022年獲授證民國110年度臺北市無形文化資產保存者、台北藝術大學舞蹈學院兼任副教授、也在國立臺灣戲曲學院兼課 目前已退休。

## 生平
楊蓮英的父親楊飛是京劇樂師，也曾在中國大陸上海和蘇盛軾共事。1951年，楊蓮英出生於台北市永樂戲院，1959年至1970年就讀後來被稱為「一窩旦」的空軍大鵬劇校五期，1985年至1986年就讀國立藝專國劇科，1997年至1999年就讀國立臺灣藝術大學，2006年至2008年就讀台北市立體育學院運動科學研究所碩士班。1988年離開空軍大鵬劇團前往復興劇校任教。

## 劇目
蘇盛軾曾傳授楊蓮英許多冷門及失傳老戲，如《取金陵》、《奪太倉》、全本《仙狐緣》等等。中國戲曲學院京劇系副教授李亞莉便曾來臺向楊蓮英採集老戲《朝金頂》。富連成的堂會戲《奪太倉》自1981年大鵬劇隊公演後便不曾再演出，楊蓮英和國立臺灣戲曲學院京劇團在2021年找出當年手寫劇本、憑藉自身記憶拼湊、復排此劇。

## 評價
王安祈：「武旦楊蓮英身手矯健，不僅積極排冷門武戲，更努力研發「打出手」的新絕活兒，故每能以武旦戲而挑大樑演大軸」
文化資產認定理由：「臺灣最資深京劇武旦演員，將各行當藝術精華匯集於京劇武旦的藝術表演，培養許多京劇新生代演員」